# Duitsland op de Olympische Winterspelen 1998
Tijdens de Olympische Winterspelen van 1998, die in Nagano (Japan) werden gehouden, nam Duitsland voor de zestiende keer deel.

## Medailleoverzicht
| Sport          | Olympiër                                                    | Discipline             | Medaille |
| -------------- | ----------------------------------------------------------- | ---------------------- | -------- |
| Alpineskiën    | Katja Seizinger                                             | afdaling (v)           | Goud     |
| Alpineskiën    | Katja Seizinger                                             | combinatie (v)         | Goud     |
| Alpineskiën    | Hilde Gerg                                                  | slalom (v)             | Goud     |
| Biatlon        | Ricco Groß Peter Sendel Sven Fischer Frank Luck             | 4x7,5 km estafette (m) | Goud     |
| Biatlon        | Uschi Disl Martina Zellner Katrin Apel Petra Behle          | 4x7,5 km estafette (v) | Goud     |
| Bobsleeën      | Christoph Langen Markus Zimmermann Marco Jakobs Olaf Hampel | 4-mansbob (m)          | Goud     |
| Rodelen        | Georg Hackl                                                 | mannen                 | Goud     |
| Rodelen        | Silke Kraushaar                                             | vrouwen                | Goud     |
| Rodelen        | Stefan Krauße Jan Behrendt                                  | dubbel                 | Goud     |
| Schaatsen      | Gunda Niemann                                               | 3000 m (v)             | Goud     |
| Schaatsen      | Claudia Pechstein                                           | 5000 m (v)             | Goud     |
| Snowboarden    | Nicola Thost                                                | halfpipe (v)           | Goud     |
| Alpineskiën    | Martina Ertl                                                | combinatie (v)         | Zilver   |
| Biatlon        | Uschi Disl                                                  | 7,5 km (v)             | Zilver   |
| Freestyleskiën | Tatjana Mittermayer                                         | moguls (v)             | Zilver   |
| Rodelen        | Barbara Niedernhuber                                        | vrouwen                | Zilver   |
| Schaatsen      | Gunda Niemann                                               | 1500 m (v)             | Zilver   |
| Schaatsen      | Gunda Niemann                                               | 5000 m (v)             | Zilver   |
| Schaatsen      | Claudia Pechstein                                           | 3000 m (v)             | Zilver   |
| Schansspringen | Sven Hannawald Martin Schmitt Hansjörg Jäkle Dieter Thoma   | grote schans team (m)  | Zilver   |
| Snowboarden    | Heidi Renoth                                                | reuzenslalom (v)       | Zilver   |
| Alpineskiën    | Hilde Gerg                                                  | combinatie (v)         | Brons    |
| Alpineskiën    | Katja Seizinger                                             | reuzenslalom (v)       | Brons    |
| Biatlon        | Katrin Apel                                                 | 7,5 km (v)             | Brons    |
| Biatlon        | Uschi Disl                                                  | 15 km (v)              | Brons    |
| Bobsleeën      | Christoph Langen Markus Zimmermann                          | 2-mansbob (m)          | Brons    |
| Kunstrijden    | Mandy Wötzel Ingo Steuer                                    | paarrijden             | Brons    |
| Rodelen        | Jens Müller                                                 | mannen                 | Brons    |
| Schaatsen      | Anni Friesinger                                             | 3000 m (v)             | Brons    |

## Deelnemers en resultaten
(m) = mannen, (v) = vrouwen 

### Alpineskiën
| Olympiër         | Discipline       | Resultaat | Prestatie                                                       |
| ---------------- | ---------------- | --------- | --------------------------------------------------------------- |
| Markus Eberle    | reuzenslalom (m) | dnf-2     | opgave run 2 1.24,01+dnf                                        |
| Markus Eberle    | slalom (m)       | dnf-1     | opgave run 1                                                    |
|                  |                  |           |                                                                 |
| Monika Bergmann  | slalom (v)       | 9e        | 1.34,99 (+2,59) 47,78+47,21                                     |
| Monika Bergmann  | combinatie (v)   | 12e       | 2.45,84 (+5,10) afdaling: 1.33,35 slalom: 1.12,49 (37,41+35,08) |
| Martina Ertl     | super g (v)      | 7e        | 1.18,46 (+0,44)                                                 |
| Martina Ertl     | reuzenslalom (v) | 4e        | 2.52,72 (+2,13) 1.20,38+1.32,34                                 |
| Martina Ertl     | slalom (v)       | 4e        | 1.32,91 (+0,51) 46,22+46,69                                     |
| Martina Ertl     | combinatie (v)   | Zilver    | 2.40,92 (+0,18) afdaling: 1.29,76 slalom: 1.11,16 (36,45+34,71) |
| Hilde Gerg       | afdaling (v)     | 9e        | 1.29,96 (+0,07)                                                 |
| Hilde Gerg       | super g (v)      | 10e       | 1.18,59 (+0,57)                                                 |
| Hilde Gerg       | reuzenslalom (v) | 13e       | 2.55,89 (+5,30) 1.21,45+1.34,44                                 |
| Hilde Gerg       | slalom (v)       | Goud      | 1.32,40 45,89+46,51                                             |
| Hilde Gerg       | combinatie (v)   | Brons     | 2.41,50 (+0,76) afdaling: 1.29,92 slalom: 1.11,58 (36,52+35,06) |
| Katrin Gutensohn | afdaling (v)     | 9e        | 1.29,96 (+0,07)                                                 |
| Regina Häusl     | afdaling (v)     | dnf       | opgave                                                          |
| Regina Häusl     | super g (v)      | 4e        | 1.18,27 (+0,25)                                                 |
| Regina Häusl     | reuzenslalom (v) | 30e       | 3.04,57 (+13,98) 1.26,37+1.38,20                                |
| Katja Seizinger  | afdaling (v)     | Goud      | 1.29,89                                                         |
| Katja Seizinger  | super g (v)      | 6e        | 1.18,44 (+0,42)                                                 |
| Katja Seizinger  | reuzenslalom (v) | Brons     | 2.52,61 (+2,02) 1.20,19+1.32,42                                 |
| Katja Seizinger  | combinatie (v)   | Goud      | 2.40,74 afdaling: 1.28,52 slalom: 1.12,22 (37,14+35,08)         |

### Biatlon
| Olympiër                                                | Discipline             | Resultaat | Prestatie |
| ------------------------------------------------------- | ---------------------- | --------- | --- |
| Sven Fischer                                            | 10 km (m)              | 29e       | 29.47,1 (+2.30,9) pen.: 2 (2 + 0) |
| Sven Fischer                                            | 20 km (m)              | 16e       | 59.26,1 (+3.09,7) pen.: 3 (1 + 0 + 1 + 1) |
| Ricco Groß                                              | 10 km (m)              | 17e       | 29.13,9 (+1.57,7) pen.: 1 (0 + 1) |
| Ricco Groß                                              | 20 km (m)              | 6e        | 58.15,4 (+1.59,0) pen.: 1 (0 + 0 + 1 + 0) |
| Carsten Heymann                                         | 10 km (m)              | 34e       | 30.09,6 (+2.53,4) pen.: 2 (1 + 1) |
| Frank Luck                                              | 10 km (m)              | 7e        | 28.40,3 (+1.24,1) pen.: 1 (1 + 0) |
| Peter Sendel                                            | 20 km (m)              | 8e        | 58.30,3 (+2.13,9) pen.: 1 (1 + 0 + 0 + 0) |
| Jan Wüstenfeld                                          | 20 km (m)              | 32e       | 1:01.07,9 (+5.51,5) pen.: 4 (0 + 0 + 2 + 2)                                                                                                  |
| Team Ricco Groß Peter Sendel Sven Fischer Frank Luck    | 4x7,5 km estafette (m) | Goud      | 1:21.36,2 pen.: 0-6 20.09,3 pen.: 0-1 (0-0 + 0-1) 19.56,6 pen.: 0-0 (0-0 + 0-0) 20.18,0 pen.: 0-2 (0-2 + 0-0) 21.12,3 pen.: 0-3 (0-2 + 0-1)  |
|                                                         |                        |           | |
| Katrin Apel                                             | 7,5 km (v)             | Brons     | 23.32,4 (+24,4) pen.: 1 (0 + 1) |
| Katja Beer                                              | 15 km (v)              | 39e       | 1:01.26,4 (+7.34,4) pen.: 4 (0 + 1 + 2 + 1)                                                                                                  |
| Petra Behle                                             | 7,5 km (v)             | 16e       | 24.09,9 (+1.01,9) pen.: 2 (2 + 0) |
| Petra Behle                                             | 15 km (v)              | 27e       | 59.29,7 (+4.37,7) pen.: 1 (0 + 0 + 1 + 0) |
| Uschi Disl                                              | 7,5 km (v)             | Zilver    | 23.08,7 (+0,7) pen.: 1 (0 + 1) |
| Uschi Disl                                              | 15 km (v)              | Brons     | 55.17,9 (+25,9) pen.: 1 (0 + 0 + 0 + 1) |
| Martina Zellner                                         | 7,5 km (v)             | 30e       | 25.09,8 (+2.01,8) pen.: 2 (2 + 0) |
| Martina Zellner                                         | 15 km (v)              | 10e       | 56.46,3 (+1.54,3) pen.: 4 (1 + 2 + 1 + 0) |
| Team Uschi Disl Martina Zellner Katrin Apel Petra Behle | 4x7,5 km estafette (v) | Goud      | 1:40.13,6 pen.: 0-11 25.20,3 pen.: 0-5 (0-2 + 0-3) 24.46,1 pen.: 0-1 (0-1 + 0-0) 24.39,2 pen.: 0-2 (0-0 + 0-2) 25.28,0 pen.: 0-3 (0-2 + 0-1) |

### Bobsleeën
| Olympiër                                                    | Discipline                 | Resultaat | Prestatie                                       |
| ----------------------------------------------------------- | -------------------------- | --------- | ----------------------------------------------- |
| Christoph Langen Markus Zimmermann                          | 2-mansbob (m) Duitsland I  | Brons     | 3.37,89 (+0,65) (54,82 / 54,62 / 54,11 / 54,34) |
| Dirk Wiese Marco Jakobs                                     | 2-mansbob (m) Duitsland II | 11e       | 3.38,88 (+1,64) (54,83 / 54,66 / 54,63 / 54,76) |
| Harald Czudaj Torsten Voss Steffen Görmer Alexander Szelig  | 4-mansbob (m) Duitsland I  | 8e        | 2.40,32 (+0,91) (53,12 / 53,50 / 53,70)         |
| Christoph Langen Markus Zimmermann Marco Jakobs Olaf Hampel | 4-mansbob (m) Duitsland II | Goud      | 2.39,41 (52,70 / 52,90 / 53,81)                 |

### Curling
| Olympiër                                                                   | Discipline | Resultaat | Prestatie |
| -------------------------------------------------------------------------- | ---------- | --------- | --- |
| Andy Kapp Uli Kapp Michael Schäffer Holger Höhne Oliver Axnick             | mannen     | 8e        | Groepsfase: 4- 7 Duitsland - Zwitserland 5- 7 Duitsland - Noorwegen 6- 7 Duitsland - Zweden 6-10 Duitsland - Canada 5- 8 Duitsland - Verenigde Staten 7- 4 Duitsland - Groot-Brittannië 5- 7 Duitsland - Japan |
| Andrea Schöpp Monika Wagner Natalie Nessler Heike Wieländer Carina Meidele | vrouwen    | 8e        | Groepsfase: 5- 6 Duitsland - Denemarken 2- 9 Duitsland - Japan 5- 8 Duitsland - Verenigde Staten 7- 6 Duitsland - Noorwegen 3- 8 Duitsland - Zweden 5- 6 Duitsland - Groot-Brittannië 5- 8 Duitsland - Canada  |

### Freestyleskiën
| Olympiër            | Discipline | Resultaat | Prestatie                         |
| ------------------- | ---------- | --------- | --------------------------------- |
| Tatjana Mittermayer | moguls (v) | Zilver    | 24,62 p. (kwalificatie: 23,07 p.) |
| Sandra Schmitt      | moguls (v) | 9e        | 23,67 p. (kwalificatie: 22,63 p.) |
| Gabriele Rauscher   | moguls (v) | 11e       | 23,59 p. (kwalificatie: 22,11 p.) |

### Kunstrijden
| Olympiër                   | Discipline | Resultaat | Prestatie                                                |
| -------------------------- | ---------- | --------- | -------------------------------------------------------- |
| Mandy Wötzel Ingo Steuer   | paarrijden | Brons     | 4,0 p. (korte kür: 2 - lange kür: 3)                     |
| Peggy Schwarz Mirko Müller | paarrijden | 9e        | 12,5 p. (korte kür: 9 - lange kür: 8)                    |
| Kati Winkler René Lohse    | ijsdansen  | 10e       | 19,8 p. (verpl.1: 11 - verpl.2: 11 - org.: 9 - vrij: 10) |

### Langlaufen
| Olympiër                                                            | Discipline                    | Resultaat | Prestatie                                           |
| ------------------------------------------------------------------- | ----------------------------- | --------- | --------------------------------------------------- |
| Jochen Behle                                                        | 10 km klassiek (m)            | 40e       | 29.55,9 (+2.31,4)                                   |
| Jochen Behle                                                        | 30 km klassiek (m)            | dnf       | opgave                                              |
| Jochen Behle                                                        | achtervolging 10 km+15 km (m) | dns       | niet gestart 15 km (10 km:29.55 + 15 km:dns)        |
| Johann Mühlegg                                                      | 10 km klassiek (m)            | 27e       | 29.12,3 (+1.47,8)                                   |
| Johann Mühlegg                                                      | 50 km vrije stijl (m)         | 7e        | 2:07.25,3 (+2.17,1)                                 |
| Johann Mühlegg                                                      | achtervolging 10 km+15 km (m) | 17e       | +2.10,6 (10 km:29.12 + 15 km:40.00,3)               |
| Torald Rein                                                         | 30 km klassiek (m)            | 57e       | 1:49.06,7 (+15.10,9)                                |
| Andreas Schlütter                                                   | 10 km klassiek (m)            | 16e       | 28.48,0 (+1.23,5)                                   |
| Andreas Schlütter                                                   | 30 km klassiek (m)            | 21e       | 1:40.27,1 (+6.31,3)                                 |
| Andreas Schlütter                                                   | 50 km vrije stijl (m)         | 36e       | 2:17.52,1 (+12.43,9)                                |
| Andreas Schlütter                                                   | achtervolging 10 km+15 km (m) | 12e       | +1.30,6 (10 km:28.48 + 15 km:39.44,3)               |
| René Sommerfeldt                                                    | 10 km klassiek (m)            | 38e       | 29.52,5 (+2.28,0)                                   |
| René Sommerfeldt                                                    | 50 km vrije stijl (m)         | 26e       | 2:16.19,9 (+11.11,7)                                |
| René Sommerfeldt                                                    | achtervolging 10 km+15 km (m) | 29e       | +4.11,8 (10 km:29.52 + 15 km:41.21,5)               |
| Team Andreas Schlütter Jochen Behle René Sommerfeldt Johann Mühlegg | 4x10 km estafette (m)         | 8e        | 1:43.16,1 (+2.20,4) 25.57,4 26.48,8 26.01,0 24.28,9 |
|                                                                     |                               |           |                                                     |
| Constanze Blum                                                      | 5 km klassiek (v)             | 30e       | 19.02,4 (+1.24,5)                                   |
| Constanze Blum                                                      | 15 km klassiek (v)            | 21e       | 50.30,3 (+3.34,9)                                   |
| Constanze Blum                                                      | 30 km vrije stijl (v)         | 31e       | 1:31.52,9 (+9.51,4)                                 |
| Constanze Blum                                                      | achtervolging 5 km+10 km (v)  | 26e       | +2.58,6 (5 km:19.02 + 10 km:30.03,5)                |
| Manuela Henkel                                                      | 15 km klassiek (v)            | 36e       | 51.53,4 (+4.58,0)                                   |
| Manuela Henkel                                                      | 30 km vrije stijl (v)         | dnf       | opgave                                              |
| Anke Schulze                                                        | 5 km klassiek (v)             | 37e       | 19.14,7 (+1.36,8)                                   |
| Anke Schulze                                                        | 15 km klassiek (v)            | 38e       | 51.54,0 (+4.58,6)                                   |
| Anke Schulze                                                        | 30 km vrije stijl (v)         | 26e       | 1:30.54,6 (+8.53,1)                                 |
| Anke Schulze                                                        | achtervolging 5 km+10 km (v)  | 31e       | +3.23,5 (5 km:19.14 + 10 km:30.16,4)                |
| Kati Wilhelm                                                        | 5 km klassiek (v)             | 26e       | 18.56,9 (+1.19,0)                                   |
| Kati Wilhelm                                                        | 30 km vrije stijl (v)         | 16e       | 1:28.27,7 (+6.26,2)                                 |
| Kati Wilhelm                                                        | achtervolging 5 km+10 km (v)  | 32e       | +3.24,1 (5 km:18.56 + 10 km:30.35,0)                |
| Sigrid Wille                                                        | 5 km klassiek (v)             | 38e       | 19.15,6 (+1.37,7)                                   |
| Sigrid Wille                                                        | 15 km klassiek (v)            | 28e       | 51.19,3 (+4.23,9)                                   |
| Sigrid Wille                                                        | achtervolging 5 km+10 km (v)  | 54e       | +5.45,2 (5 km:19.15 + 10 km:32.37,1)                |
| Team Kati Wilhelm Manuela Henkel Constanze Blum Anke Schulze        | 4x5 km estafette (v)          | 5e        | 56.55,4 (+1.41,9) 14.40,7 14.17,9 14.06,5 13.50,3   |

### Noordse combinatie
| Olympiër                                                        | Discipline      | Resultaat | Prestatie |
| --------------------------------------------------------------- | --------------- | --------- | --- |
| Ronny Ackermann                                                 | individueel (m) | 12e       | +2.31,8 — schans: 209,5 p — 15 km: 40.43,9 |
| Jens Deimel                                                     | individueel (m) | 13e       | +2.35,2 — schans: 221,0 p — 15 km: 41.56,3 |
| Matthias Looß                                                   | individueel (m) | 32e       | +5.33,1 — schans: 187,0 p — 15 km: 41.30,2 |
| Josef Buchner                                                   | individueel (m) | dnf       | opgave — schans: 203,0 p — 15 km: — |
| Team Matthias Looß Ronny Ackermann Thorsten Schmitt Jens Deimel | team (m)        | 6e        | +2.10,5 — schans: 861,0 p — 20 km: 55.07,0 schans: 208,0 p — 5 km: 14.24,3 schans: 209,0 p — 5 km: 13.28,3 schans: 210,0 p — 5 km: 13.44,7 schans: 234,0 p — 5 km: 13.29,7 |

### Rodelen
| Olympiër                    | Discipline | Resultaat | Prestatie                                             |
| --------------------------- | ---------- | --------- | ----------------------------------------------------- |
| Georg Hackl                 | mannen     | Goud      | 3.18,436 (49,619 / 49,573 / 49,614 / 49,630)          |
| Jens Müller                 | mannen     | Brons     | 3.19,093 (+0,657) (49,954 / 49,700 / 49,729 / 49,710) |
| Karsten Albert              | mannen     | 12e       | 3.21,104 (+2,668) (50,353 / 50,172 / 50,080 / 50,499) |
| Silke Kraushaar             | vrouwen    | Goud      | 3.23,779 (51,197 / 51,178 / 50,787 / 50,617)          |
| Barbara Niedernhuber        | vrouwen    | Zilver    | 3.23,781 (+0,002) (51,216 / 51,103 / 50,837 / 50,625) |
| Susi Erdmann                | vrouwen    | 4e        | 3.24,449 (+0,670) (51,475 / 51,348 / 50,895 / 50,731) |
| Stefan Krauße Jan Behrendt  | dubbel     | Goud      | 1.41,105 (50,592 / 50,513)                            |
| Steffen Skel Steffen Wöller | dubbel     | 8e        | 1.42,224 (+1,119) (51,408 / 50,816)                   |

### Schaatsen
| Olympiër             | Discipline   | Resultaat | Prestatie                   |
| -------------------- | ------------ | --------- | --------------------------- |
| Peter Adeberg        | 500 m (m)    | dnf       | opgave 36,92+niet gestart   |
| Peter Adeberg        | 1000 m (m)   | 9e        | 1.11,90 (+1,26)             |
| Peter Adeberg        | 1500 m (m)   | 13e       | 1.51,50 (+3,63)             |
| Alexander Baumgärtel | 5000 m (m)   | 13e       | 6.39,44 (+17,24)            |
| Alexander Baumgärtel | 10.000 m (m) | 10e       | 13.48,44 (+33,11)           |
| Christian Breuer     | 500 m (m)    | 19e       | 1.13,19 (+1,84) 36,78+36,41 |
| Christian Breuer     | 1000 m (m)   | 16e       | 1.12,33 (+1,69)             |
| Christian Breuer     | 1500 m (m)   | 9e        | 1.50,96 (+3,09)             |
| Frank Dittrich       | 1500 m (m)   | 33e       | 1.53,64 (+5,77)             |
| Frank Dittrich       | 5000 m (m)   | 5e        | 6.32,17 (+9,97)             |
| Frank Dittrich       | 10.000 m (m) | 6e        | 13.36,58 (+21,25)           |
| Michael Künzel       | 500 m (m)    | 11e       | 1.12,75 (+1,40) 36,56+36,19 |
| René Taubenrauch     | 1500 m (m)   | 38e       | 1.54,91 (+7,04)             |
| René Taubenrauch     | 5000 m (m)   | 6e        | 6.35,21 (+13,01)            |
| René Taubenrauch     | 10.000 m (m) | 11e       | 13.52,10 (+36,77)           |
|                      |              |           |                             |
| Anke Baier-Loef      | 500 m (v)    | 15e       | 1.19,48 (+2,88) 39,73+39,75 |
| Anke Baier-Loef      | 1000 m (v)   | 16e       | 1.19,42 (+2,91)             |
| Anni Friesinger      | 1500 m (v)   | 5e        | 1.59,20 (+1,62)             |
| Anni Friesinger      | 3000 m (v)   | Brons     | 4.09,44 (+2,15)             |
| Monique Garbrecht    | 500 m (v)    | 8e        | 1.18,45 (+1,85) 39,11+39,34 |
| Monique Garbrecht    | 1000 m (v)   | 10e       | 1.18,76 (+2,25)             |
| Gunda Niemann        | 1500 m (v)   | Zilver    | 1.58,66 (+1,08)             |
| Gunda Niemann        | 3000 m (v)   | Goud      | 4.07,29                     |
| Gunda Niemann        | 5000 m (v)   | Zilver    | 6.59,65 (+0,04)             |
| Claudia Pechstein    | 1500 m (v)   | 7e        | 1.59,46 (+1,88)             |
| Claudia Pechstein    | 3000 m (v)   | Zilver    | 4.08,47 (+1,18)             |
| Claudia Pechstein    | 5000 m (v)   | Goud      | 6.59,61                     |
| Franziska Schenk     | 500 m (v)    | 4e        | 1.17,45 (+0,85) 38,88+38,57 |
| Franziska Schenk     | 1000 m (v)   | dnf       | opgave                      |
| Sabine Völker        | 500 m (v)    | 7e        | 1.18,19 (+1,59) 39,19+39,00 |
| Sabine Völker        | 1000 m (v)   | 4e        | 1.17,54 (+1,03)             |
| Heike Warnicke       | 5000 m (v)   | 14e       | 7.30,83 (+31,22)            |

### Schansspringen
| Olympiër                                                       | Discipline                     | Resultaat | Prestatie |
| -------------------------------------------------------------- | ------------------------------ | --------- | --- |
| Sven Hannawald                                                 | normale schans individueel (m) | 14e       | 207,5 punten 103,0 p. (83,5 m) + 104,5 p. (84,0 m) |
| Sven Hannawald                                                 | grote schans individueel (m)   | 48e       | 78,0 punten 78,0 p. (100,0 m) + niet geplaatst voor tweede ronde |
| Hansjörg Jäkle                                                 | normale schans individueel (m) | 17e       | 200,5 punten 99,5 p. (82,0 m) + 101,0 p. (82,5 m) |
| Hansjörg Jäkle                                                 | grote schans individueel (m)   | 57e       | 61,1 punten 61,1 p. (92,0 m) + niet geplaatst voor tweede ronde |
| Martin Schmitt                                                 | normale schans individueel (m) | 19e       | 199,5 punten 100,0 p. (82,0 m) + 99,5 p. (82,0 m) |
| Martin Schmitt                                                 | grote schans individueel (m)   | 14e       | 233,7 punten 112,3 p. (118,5 m) + 121,4 p. (123,0 m) |
| Dieter Thoma                                                   | normale schans individueel (m) | 13e       | 208,5 punten 106,0 p. (84,5 m) + 102,5 p. (83,0 m) |
| Dieter Thoma                                                   | grote schans individueel (m)   | 12e       | 235,6 punten 105,2 p. (114,0 m) + 130,4 p. (128,0 m) |
| Team Sven Hannawald Martin Schmitt Hansjörg Jäkle Dieter Thoma | grote schans team (m)          | Zilver    | 897,4 punten 125,4 p. (125,5 m) + 132,9 p. (128,0 m) 73,9 p. (98,0 m) + 126,2 p. (126,5 m) 71,3 p. (96,0 m) + 122,3 p. (123,5 m) 130,5 p. (130,0 m) + 114,9 p. (120,5 m) |

### Shorttrack
| Olympiër                                            | Discipline           | Resultaat | Prestatie                               |
| --------------------------------------------------- | -------------------- | --------- | --------------------------------------- |
| Arian Nachbar                                       | 500 m (m)            | 23e       | dnq, vr 5 (3e): 44,882                  |
| Arian Nachbar                                       | 1000 m (m)           | 19e       | dnq, vr 2 (3e): 1.32,493                |
|                                                     |                      |           |                                         |
| Susanne Busch                                       | 500 m (v)            | 31e       | dnq, vr 4 (4e): 1.30,607                |
| Susanne Busch                                       | 1000 m (v)           | 20e       | dnq, vr 6 (3e): 1.38,379                |
| Yvonne Kunze                                        | 500 m (v)            | 20e       | dnq, vr 1 (3e): 46,887                  |
| Yvonne Kunze                                        | 1000 m (v)           | 24e       | dnq, vr 8 (3e): 1.44,870                |
| Susanne Busch Anne Eckner Yvonne Kunze Katrin Weber | 3000 m aflossing (v) | 8e        | B-finale: 4.37,110, hf 1 (4e): 4.38,776 |

### Snowboarden
| Olympiër           | Discipline       | Resultaat | Prestatie                                     |
| ------------------ | ---------------- | --------- | --------------------------------------------- |
| Xaver Hoffmann     | halfpipe (m)     | 17e       | dnq kwal. 1: 28,3 kwal. 2:38,2                |
| Dieter Moherndl    | reuzenslalom (m) | 14e       | 2.10,03 (+6,07) 1.03,03+1.07,00               |
| Bernd Kroschewski  | reuzenslalom (m) | 25e       | diskwalificatie run 2 run 1: 1.03,53 run 2:dq |
| Nicola Thost       | halfpipe (v)     | Goud      | 74,6 p. kwal. 1: 30,6 kwal. 2:37,4 q          |
| Sabine Wehr-Hasler | halfpipe (v)     | 15e       | dnq kwal. 1: 29,5 kwal. 2:30,5                |
| Sandra Farmand     | halfpipe (v)     | 26e       | dnq kwal. 1: 22,1 kwal. 2:dns                 |
| Heidi Renoth       | reuzenslalom (v) | Zilver    | 2.19,17 (+1,83) 1.11,92+1.07,25               |
| Sandra Farmand     | reuzenslalom (v) | 9e        | 2.23,10 (+5,76) 1.14,39+1.08,71               |
| Burgl Heckmair     | reuzenslalom (v) | dnf-1     | opgave run 1                                  |

### IJshockey
| Olympiër | Discipline | Resultaat | Prestatie |
| --- | ---------- | --------- | --- |
| Olaf Kölzig Josef Heiß Klaus Merk Mirko Lüdemann Erich Goldmann Uwe Krupp Markus Wieland Daniel Kunce Brad Bergen Jochen Molling Lars Brüggemann Peter Draisaitl Jan Benda Mark MacKay Reemt Pyka Jochen Hecht Benoît Doucet Stefan Ustorf Thomas Brandl Andreas Lupzig Dieter Hegen Jürgen Rumrich Marco Sturm | mannen     | 9e        | Voorronde groep B: 3- 1 Duitsland - Japan 2- 8 Duitsland - Wit-Rusland 2- 0 Duitsland - Frankrijk Wedstrijd om de 9e plaats: 4- 2 Duitsland - Slowakije |

Amerikaanse Maagdeneilanden · Andorra · Argentinië · Armenië · Australië · Azerbeidzjan · België · Bermuda · Bosnië en Herzegovina · Brazilië · Bulgarije · Canada · Chili · China · Chinees Taipei · Cyprus · Denemarken · Duitsland · Estland · Finland · Frankrijk · Georgië · Griekenland · Groot-Brittannië · Hongarije · Ierland · IJsland · India · Iran · Israël · Italië · Jamaica · Japan · Joegoslavië · Kazachstan · Kenia · Kirgizië · Kroatië · Letland · Liechtenstein · Litouwen · Luxemburg · Macedonië · Moldavië · Monaco · Mongolië · Nederland · Nieuw-Zeeland · Noord-Korea · Noorwegen · Oekraïne · Oezbekistan · Oostenrijk · Polen · Portugal · Puerto Rico · Roemenië · Rusland · Slovenië · Slowakije · Spanje · Trinidad en Tobago · Tsjechië · Turkije · Uruguay · Venezuela · Verenigde Staten · Wit-Rusland · Zuid-Afrika · Zuid-Korea · Zweden · Zwitserland